# Trichopetalum (Asparagaceae)
Trichopetalum là một chi thực vật có hoa trong họ Asparagaceae.

## Các loài
Chi này bao gồm 2 loài:
- Trichopetalum chosmalensis Guagl. & Belgrano - Tỉnh Neuquén, Argentina
- Trichopetalum plumosum (Ruiz & Pav.) J.F.Macbr. - Chile